# Terrace House
Terrace House (テラスハウス, Terasu Hausu) est une émission de télé-réalité japonaise composée de 5 saisons et 1 film. L'émission suit la vie de 6 inconnus, trois femmes et trois hommes ayant des modes de vies différents qui vont devoir vivre sous le même toit en apprenant à se connaître.
La première saison nommée Boys x Girls Next Door est diffusée à l'origine sur Fuji Television du 12 octobre 2012 au 29 septembre 2014, suivi du film Closing Door  en automne 2015, à la fin de la saison. Les saisons suivantes ont été produites en coproduction entre Netflix et Fuji TV, étant une série originale Netflix tout en étant diffusée sur la chaîne Fuji Television au Japon. La deuxième saison, nommée Boys & Girls in the CIty, a été diffusée du 2 au 27 septembre 2016 et se déroule non plus à Shōnan mais à Tokyo. Pour la troisième saison, l'émission est passée du Japon à Hawaii et a été diffusée du 1er novembre 2016 au 29 août 2017 sous le nom Aloha State. La quatrième saison s'est déroulée dans la préfecture de Nagano. Elle a commencé à être diffusée le 19 décembre 2017, et est nommée Opening New Doors. Elle s'est terminée en février 2019. La dernière saison se déroulant à Tokyo a commencé sa diffusion le 14 mai 2019 avant d'être d'abord interrompue en raison de la pandémie de Covid-19, puis annulée à la suite du suicide d'une participante, la catcheuse Hana Kimura, causé par du cyberharcèlement dont elle a été victime.
L'émission a reçu des critiques positives pour son approche sérieuse et nouvelle du genre de télé-réalité. Depuis sa sortie internationale sur Netflix, elle est devenue un sleeper hit et a développé un véritable culte.

## Résumé
Terrace House est une émission de télé-réalité non scénarisée sur six inconnus qui s'installent ensemble pendant que le spectateur regarde ce qui se passe. Le groupe est composé de trois filles et trois garçons âgés de 18 à 30 ans. Bien que ce ne soit pas explicitement décrit comme une émission de rencontres, Terrace House a été qualifié de tel par plusieurs critiques. 
L’intérêt de l'émission est de voir les membres se chercher une romance et affronter les différences de personnalité, de morale, d'espoir et de rêve. 
L'équipe de production leur donne accès à une maison meublée et à deux voitures, qui sont équipées de caméras qui enregistrent 24 heures par jour. Pendant leur séjour dans la maison, les membres conservent leur travail quotidien et sont autorisés à mener leur vie quotidienne à leur guise. À différents moments, les caméras suivront également les membres vers d'autres lieux, tels que les restaurants ou leur travail, pour capter des images. Si l'un des colocataires décide de quitter définitivement l'émission, il est remplacé par un nouveau membre du même sexe.
Un groupe de commentateurs présente chaque épisode et donne son avis sur ce qu'il s'y passe. Ils commentent à intervalles réguliers et pour différentes raisons: analyser les conversations, déchiffrer le langage corporel des membres, ou plaisanter sur l'un d'eux.

## Commentateurs
| Commentateur    | Boys × Girls Next Door | Boys & Girls in the City | Aloha State | Opening New Doors | Tokyo 2019-2020   |
| --------------- | ---------------------- | ------------------------ | ----------- | ----------------- | ----------------- |
| You             | Ep 1–98                | Ep 1–46                  | Ep 1–36     | Ep 1–49           | Ep 1–actuellement |
| Reina Triendl   | Ep 14–98               | Ep 1–46                  | Ep 1–36     | Ep 1–49           | Ep 1–actuellement |
| Yoshimi Tokui   | Ep 26–98               | Ep 1–46                  | Ep 1–36     | Ep 1–49           | Ep 1–24           |
| Azusa Babazono  | Ep 26–98               | Ep 1–46                  | Ep 1–36     | Ep 1–49           | Ep 1–actuellement |
| Ryota Yamasato  | Ep 26–98               | Ep 1–46                  | Ep 1–36     | Ep 1–49           | Ep 1–actuellement |
| Hiroomi Tosaka  | Ep 26–98               |                          |             |                   |                   |
| Ayumu Mochizuki |                        | Ep 1–18                  |             |                   |                   |
| Kentaro         |                        | Ep 19–46                 | Ep 1–36     |                   |                   |
| Shono Hayama    |                        |                          |             | Ep 1–49           | Ep 1–actuellement |